# Bronze Wolf
Der Bronze Wolf ist die einzige Auszeichnung, die von der World Organization of the Scout Movement  (WOSM), dem größten der Weltpfadfinderverbände, verliehen wird. Dies geschieht bei besonderen Verdiensten um die weltweite Pfadfinderbewegung.

## Geschichte
Die Auszeichnung Bronze Wolf wurde erstmals beim International Committee meeting in Stockholm am 2. August 1935 eingeführt. Das Komitee verlieh ihn einstimmig an den Gründer der Pfadfinderbewegung Robert Baden-Powell.
Zuvor verlieh Baden-Powell selbst stets einen Silber Wolf an verdiente Pfadfinder eines jeden Landes. Obwohl er dies in seiner Eigenschaft als oberster Pfadfinder der Weltorganisation tat und die Auszeichnung weltweit vergab, wurde sie meist mit der britischen Pfadfinderbewegung in Verbindung gebracht. Um dem wachsenden Bedarf anderer Organisationen Genüge zu tun, und um eine Flut von Ehrenzeichen zu vermeiden, schuf man im Einverständnis mit Baden-Powell den Bronze Wolf. Er wird um den Hals an einem braunen Halstuch mit gelbem Rand getragen.
In Übereinstimmung mit der Meinung des Komitees, die Auszeichnung nur für herausragende Leistungen zu verleihen, wurden in den ersten 20 Jahren seit der Einführung lediglich zwölf derartige Auszeichnungen verliehen. Einer der ersten Träger ist der Schweizer Walther von Bonstetten, der die Medaille 1937 erhielt. Die damaligen strengen Regulierungen gelten inzwischen nicht mehr, und so kommt heute auf rund zwei Millionen Mitglieder ein Bronze Wolf. Bis zum Jahr 2023 wurden insgesamt 389 Ehrenzeichen verliehen.

## Träger

### Österreich
| Nr  | Jahr | Ausgezeichnet für | Name           |
| --- | ---- | ----------------- | -------------- |
| 190 | 1988 |                   | Franz Dunshirn |

### Schweiz
| Nr  | Jahr | Ausgezeichnet für                                                                                    | Name                   |
| --- | ---- | --- | ---------------------- |
| 2   | 1937 | Bundesfeldmeister des Schweizerischen Pfadfinderbundes von 1927 bis 1934[1]                          | Walther von Bonstetten |
| 7   | 1953 | | Jean Salvaj            |
| 98  | 1975 | | Arthur Eugster         |
| 117 | 1977 | | Laurent Dominicé       |
| 121 | 1977 | Generalsekretär der Weltorganisation der Pfadfinderbewegung vom 1. Mai 1968 bis zum 31. Oktober 1988 | László Nagy            |
| 310 | 2006 | Vorsitzender Stiftung der Weltpfadfinderschaft                                                       | Klaus J. Jacobs        |
| 320 | 2009 | | Eberhard von Koerber   |
| 349 | 2016 | Präsident der Stiftung Internationales Pfadfinderzentrum Kandersteg                                  | Marc Lombard           |
| 375 | 2020 | Mitglied des Weltpfadfinderkomitees 1999–2005, Lagerleiter für das 9. World Scout Moot in Kandersteg | Walter Hofstetter      |

### Deutschland
| Nr  | Jahr | Ausgezeichnet für                                               | Name             |
| --- | ---- | --------------------------------------------------------------- | ---------------- |
| 88  | 1974 |                                                                 | Paul König       |
| 137 | 1979 |                                                                 | Hartmut Keyler   |
| 207 | 1990 |                                                                 | Wolf Kuhnke      |
| 264 | 1998 | Internationaler Kommissar der Ring deutscher Pfadfinderverbände | Baldur Hermans   |
| 358 | 2017 | Vorsitzender Stiftung der Weltpfadfinderschaft                  | Siegfried Weiser |